# Elena Várossová
Elena Várossová nata Segéňová (Rovňany, 8 febbraio 1926 – Bratislava, 9 novembre 2010) è stata una filosofa e storica della filosofia slovacca, che si è occupata della storia della filosofia slovacca.

## Biografia
Dopo aver frequentato la scuola primaria a Rovňany, studiò al ginnasio di Lučenec e successivamente in quello di Tisovec, dove conseguì la maturità nel 1945. Si iscrisse all'Università Carolina di Praga dove studiò filosofia e francese. Nel 1950 conseguì il dottorato con una tesi sulla filosofia di Henri Bergson.
All'inizio del 1951 entrò a fare parte dell'Accademia slovacca delle scienze, dal 1953 fu assistente del dipartimento di filosofia, in cui lavorò fino al pensionamento. Nel 1961 presentò una tesi sulle idee fondamentali del Risorgimento slovacco, compì soggiorni di studio all'esteri (nel 1962 a Mosca e a Leningrado; nel 1967 a Parigi), prese parte a congressi internazionali (Salisburgo 1964, Cordova 1965, Varsavia 1965, Varna 1969), collaborò in patria a ricerche interdisciplinari con storici, storici della letteratura ed etnografi, che sfociarono anche in pubblicazioni congiunte, fra cui l'Antologia di storia della filosofia ceca e slovacca (1963), con altre varianti e fascicoli editi nel 1981 e nel 1987, il quaderno Der Streit um Hegel bei den Slawen ("Il dibattito su Hegel fra gli Slavi").
Seguì sostanzialmente i lavori dei colleghi di Praga e di Brno, di cui fece molte recensioni. Dal 1970 al 1989 divenne assistente esperta.
Dopo il 1989 collaborò al rinnovamento della libertà e del pluralismo del pensiero filosofico e avviò nel suo campo la collaborazione con ricercatori stranieri (Vienna, Gottinga). Nel 1993 fu insignita del prestigioso Premio Herder. Nel 2005 la casa editrice dell'Accademia slovacca delle scienze pubblicò una selezione dei suoi studi e di sue conversazioni con il titolo Filozofia vo svete – svet filozofie v nás ("Filosofia nel mondo - Il mondo della filosofia da noi").